# Paperino e il vento del Sud
Paperino e il vento del sud è una storia a fumetti della Disney sceneggiata da Guido Martina e disegnata da Giovan Battista Carpi, pubblicata a puntate nel 1982 sul settimanale Topolino (dal n. 1396 al n. 1400). Tra le più famose storie di Carpi, è la parodia del romanzo Via col vento di Margaret Mitchell e dell'omonimo film con Clark Gable e Vivien Leigh. Paperino impersona Paper Butler (Rhett Butler) e Paperina Paperella O'Hara (Rossella O'Hara).  

## Storia editoriale
Dopo essere stata pubblicata per la prima volta in Italia, venne pubblicata anche in Brasile, Danimarca, Finlandia, Germania, Grecia, Paesi Bassi, Norvegia, Spagna e Svezia.
In Italia è stata ripubblicata, sempre a puntate, nelle collane I Grandi Classici Disney e Super Miti Mondadori e in seguito in un volume unico, I Classici della Letteratura Disney n.18 del settembre 2006, edito dal Corriere della Sera.

## Trama
La storia del fumetto segue, in parte, la trama dell'omonimo film di Fleming, a parte alcune modifiche ad opera degli autori del fumetto.
Paperino incarica i nipoti di cercare nella cantina di casa un oggetto prezioso da regalare a Paperina per il suo compleanno. Disturbato dai rumori provocati da Qui, Quo e Qua, il papero scende lui stesso in cantina, dove nota una statuetta antica posta sulla mensola di un mobile. Nel tentativo di prenderla, Paperino fa cadere il mobile, mandando in frantumi la statua, ma trova un vecchio album di foto della guerra di secessione. Inizialmente i paperi pensano di vendere le foto ai giornali, ma una volta aver sfogliato le pagine, si rendono conto che l'album riguarda i loro stessi antenati. 
Quella che cattura di più la loro attenzione è l'immagine di un certo Paper Butler, descritto da Paperino come un personaggio impavido, duro e abile (anche se i flashback della storia mostrano tutto il contrario). Butler cerca di convincere il padre di essere stato promosso a pieni voti e con una menzione d'onore all'accademia di West Point, ma una lettera proveniente dalla stessa accademia smaschera la sua bugia: in realtà il papero è stato espulso a causa del suo carattere scansafatiche. Il padre, non volendo avere un pelandrone in casa, lo caccia. Paper Butler decide così di raggiungere lo zio Paper mc Paper (identico a Zio Paperone), per avere ospitalità e magari qualche aiuto economico. Lo zio, a causa della bassa reputazione del nipote, si rifiuta di aiutarlo, così Butler decide di farsi dare un prestito su garanzia in una banca di fronte al negozio dello zio, barattando in cambio il suo asino. Il proprietario della banca, Rock Jaffery (Rockerduck), appena saputo il suo nome, gli offre tremila dollari senza chiedere, per il momento, nulla in cambio. Butler ritorna nel negozio dello zio, dove compra un abito nuovo con i soldi appena datagli. In questa occasione incontra Paperella O'Hara (Paperina), Charles Hamilton (Paperoga) e la sorella di quest'ultimo Melania. Quest'ultima vuole sposare Gaston Wilkes (Gastone) e rivela a Paperella la sua volontà di annunciare il fidanzamento durante una festa in onore dei volontari che partiranno per il fronte. Paperella è gelosa di questo, poiché vorrebbe sposare lei Gaston. Durante la festa, infatti, cerca di dissuadere quest'ultimo a fidanzarsi con Melania, ma inutilmente. Paper Butler, presente anche lui alla festa, dice a Paperella di lasciar perdere Gaston, facendola arrabbiare. Tuttavia, dopo che Butler riceve una caraffa in testa per aver colpito involontariamente una dama con il gelato, Paperella gli concede un ballo, divertita dalla scena.
Durante la partenza alla stazione di Gaston per il fronte, Paperella accusa Paper Butler di vigliaccheria per non essere partito anch'egli per la battaglia, ma il papero afferma che per il sud la guerra è persa in partenza a causa dell'inferiorità numerica degli armamenti in confronto al nord. Infatti, dopo un sorprendente inizio per i volontari del sud, il nord inizia a prendere sempre di più il sopravvento contro il nemico e viene quindi incaricata una sentinella che controlli giorno e notte i movimenti nordisti. Quest'ultima si reca da Paper mc Paper per comprare una canna da pesca e in questa occasione scopriamo che il suo e tutti gli altri negozi stanno ormai esaurendo le cibarie. Butler, non avendo cibo da comprare, segue la sentinella sperando che sia disposta a fare a metà con il bottino della pesca. Quest'ultima non frutta e i due decidono di scavare per trovare radici. Ad un tratto incontrano Charles che con un piccone sta abbattendo un muro di roccia, dietro il quale si scopre esserci una grande quantità di cibo che mc Paper aveva furbamente nascosto. Butler decide così di donare tutti i viveri alla popolazione e di portarne soprattutto a Melania, malata da diverso tempo. Mc Paper minaccia Paper Butler di denunciarlo per il furto, ma il nipote gli rinfaccia che se lo facesse, tutti scoprirebbero la sua precedente scorrettezza.
Successivamente, Butler salva Melania e Paperella da uno dei soldati del sud, che si era introdotto nella villa delle due papere per rubare, stendendolo con la pistola. Le condizioni fisiche di Melania peggiorano a causa dello spavento e Butler decide di chiedere aiuto al dottor Archie (Archimede). Durante il tragitto, Butler viene fermato da Jaffery che gli propone di bruciare tutte le riserve di cotone dello zio, ma il papero rifiuta categoricamente. Una volta raggiunto il dottore, quest'ultimo afferma di aspettare del denaro per andare a comprare armi in Inghilterra per rinforzare l'esercito del sud. Butler propone di usare del cotone invece dei soldi per comprarle e pensa di farlo usando la riserva dello zio. 
Con l'avanzata delle truppe nordiste, il protagonista preleva dalla loro villa Melania, Paperella, i nipoti Tarleton (Qui, Quo, Qua) e la loro governante per mettere tutti al sicuro in un ospedale da campo costruito da Archie. Dopo averli condotti li, il papero si dirige verso i capannoni dove era custodito il cotone, ma scopre che sono stati dati alle fiamme. Tra i responsabili, Butler riconosce Penna Gialla, un indiano che aveva precedentemente incontrato nella banca di Jaffery. L'indiano, con l'aiuto dei complici, cattura Butler e lo fa legare a due pali nella sua tribù, per poi andare da Jaffery per sapere cosa fare del prigioniero. I gemelli Tarleton, che erano in giro a cercare erbe curative, scoprono la cattura di Butler e grazie ad un potente sonnifero inventato da Archie, fanno addormentare i guardiani e lo liberano. Furioso, Butler torna da Jaffery e lo minaccia con una spada di consegnargli centomila dollari, che avrebbe usato al posto del cotone per comprare le armi. Subito dopo, insieme a Charles e ad una ciurma composta da antenati dei Bassotti, parte a bordo di un veliero verso l'Inghilterra. Durante il tragitto, i nostri eroi incontrano nuovamente Jaffery e Penna Gialla su un'altra imbarcazione. Con un arrembaggio, i protagonisti scoprono che il furfante trasportava armi che intendeva vendere all'esercito del sud, anziché cederle gratis. Dopo aver lasciato i furfanti su un'isola, Butler e Charles consegnano le armi all'esercito e li scoprono che quest'ultime erano di produzione sudista. Ancora più arrabbiato, Butler ritorna sull'isola con Charles e la ciurma dove aveva lasciato Jaffery, per dargli una lezione. Mentre lo cercano, il furfante e Penna Gialla rubano la loro imbarcazione e se ne vanno. Butler, con l'aiuto dei compagni costruisce una piroga, ma durante la navigazione una tempesta li scaraventa sulla terraferma. Fortunatamente, quella terra era quella giusta dove fermarsi e Butler ritorna alla villa di Paperella, dove Jaffery aveva da poco fallito il suo tentativo di comprarla. Butler offre a Paperella i centomila dollari di Jaffery, ma quest'ultimo, avendolo visto entrare nella villa dalla quale stava uscendo, gli tende una trappola e lo fa arrestare per furto. 
I nipoti Tarleton affermano l'innocenza di Butler e Paperella, che verso il protagonista è molto debitrice, decide di andarlo a trovare in prigione per vederci meglio. Dopo aver finto di essere sua sorella per avere un colloquio con lui, capisce che il papero è sincero e chiede a Charles di testimoniare la sua innocenza. Quest'ultimo racconta tutto al quartier generale e Butler viene scarcerato. Jaffery e Penna Gialla vengono arrestati e condannati ai lavori forzati, mentre Paperella ricostruisce la sua villa con i soldi di Butler, organizzando al suo interno un grande ballo per il ritorno di Gaston. Durante la serata, Butler dice allo zio che Jaffery ha già pagato la distruzione del cotone con i centomila dollari, ma lo zio afferma furioso che quei soldi erano in realtà suoi. La storia si conclude con Butler che scappa dal ballo inseguito da mc Paper che dice di volergliela far pagare. 